# Пласенсия (футбольный клуб)
«Пласенсия» (исп. UP Plasencia) — испанский футбольный клуб из одноимённого города, в провинции Касерес в автономном сообществе Эстремадура. В Примере и Сегунде команда никогда не выступала, лучшим результатом является 13-е место в Сегунде B в сезонах 1985/86 и 1997/98.

## Сезоны по дивизионам
- Сегунда B — 5 сезонов
- Терсера — 35 сезон
- Региональные лиги — 6 сезонов

## Достижения
- Терсера
  - Победитель (2): 1984/85, 1991/92

## Известные игроки
- Сесар Санчес